# Erzbistum Vitória
Das Erzbistum Vitória (lateinisch Archidioecesis Victoriensis Spiritus Sancti, portugiesisch Arquidiocese de Vitória do Espírito Santo) ist eine in Brasilien gelegene römisch-katholische Erzdiözese mit Sitz in Vitória im Bundesstaat Espírito Santo.

## Geschichte
Das Erzbistum Vitória wurde am 15. November 1895 durch Papst Leo XIII. aus Gebietsabtretungen des Bistums Niterói als Bistum Espírito Santo errichtet und dem Erzbistum São Sebastião do Rio de Janeiro als Suffraganbistum unterstellt. Am 16. Februar 1958 gab das Bistum Espírito Santo Teile seines Territoriums zur Gründung der Bistümer Cachoeiro de Itapemirim und São Mateus ab.
Am 16. Februar 1958 wurde das Bistum Espírito Santo zum Erzbistum erhoben und in Erzbistum Vitória umbenannt. Das Erzbistum Vitória gab am 23. April 1990 Teile seines Territoriums zur Gründung des Bistums Colatina ab.

## Bischöfe

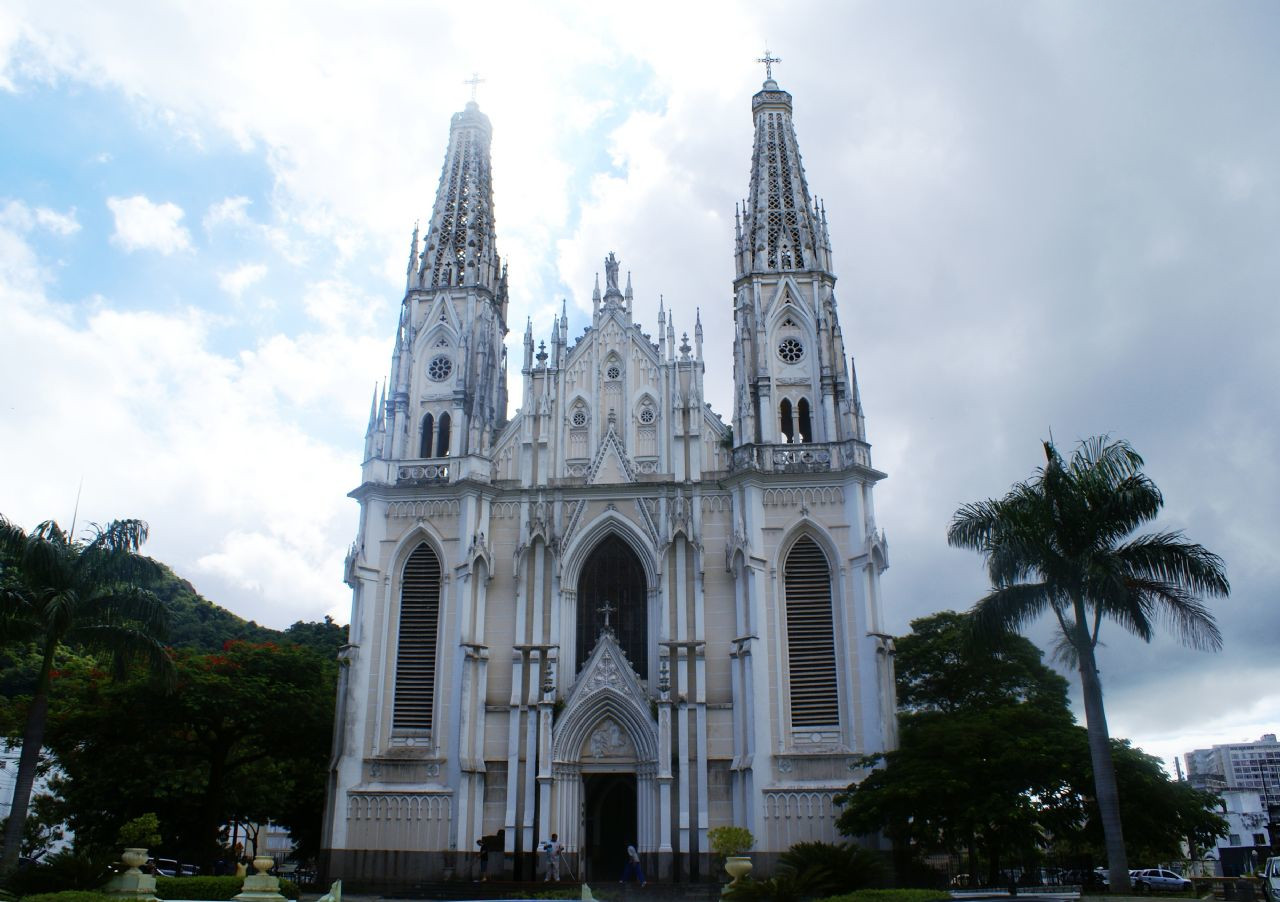
Kathedrale Nossa Senhora da Vitória

### Bischöfe von Espírito Santo
- João Batista Corrêa Néri, 1896–1901, dann Bischof von Pouso Alegre
- Fernando de Souza Monteiro CM, 1901–1916
- Benedito Paulo Alves de Souza, 1918–1933
- Luiz Scortegagna, 1933–1951
- José Joaquim Gonçalves, 1951–1957, dann Weihbischof in Rio Preto
- João Batista da Mota e Albuquerque, 1957–1958

### Erzbischöfe von Vitória
- João Batista da Mota e Albuquerque, 1958–1984
- Silvestre Luís Scandián SVD, 1984–2004
- Luiz Mancilha Vilela SS.CC., 2004–2018
- Dario Campos OFM, 2018–2024
- Ângelo Ademir Mezzari RCJ, seit 2024